# Pik Kasachstan
Der Pik Kasachstan befindet sich im östlichen Teil der Sarydschaskette im Tian Shan in Kasachstan.
Der 5761 m hohe Berg liegt 2,82 km östlich des Bayankol auf der nördlichen Seite des Nördlichen Engiltschek-Gletschers. Der Bayankol bildet den höchsten Punkt der Sarydschaskette. Östlich des Pik Kasachstan erhebt sich der Karlytoo (5450 m). An der Nordflanke liegt das Nährgebiet des Bayankol-Gletschers, der das Quellgebiet des Bayankol-Flusses bildet.